# Philippe Kourilsky
Philippe Kourilsky, né le 22 juillet 1942 à Boulogne-Billancourt, est un biologiste français, Directeur Général Honoraire de l'Institut Pasteur, Professeur Honoraire au Collège de France et Membre de l'Académie des sciences.

## Biographie
Fils de Raoul Kourilsky, professeur de médecine, et de Simone Kourilsky également médecin, Philippe Kourilsky se consacre à la biologie après des études de mathématiques et de physique à l’École polytechnique. Pour son doctorat, il choisit comme directeur de thèse le biologiste François Gros, un des pionniers de la génétique en France (1925 - 2022).

## Parcours professionnel
Philippe Kourilsky effectue la majeure partie de sa carrière au Centre national de la recherche scientifique, où il a été directeur de recherche de classe exceptionnelle avant son élection au Collège de France.  
Il est cofondateur de la société Transgène en 1981 et est élu correspondant de l'Académie des Sciences (section de biologie moléculaire et cellulaire, génomique) en 1990, puis membre en 1997. 
Il devient Directeur des recherches de Pasteur-Mérieux Connaught, aujourd'hui Sanofi Pasteur de 1993 à 1996. 
En 1998, il est nommé professeur au Collège de France, où il occupe la chaire d'immunologie moléculaire jusqu'en 2012. Professeur à l'Institut Pasteur le 1er janvier 2000, il en est nommé directeur général, poste dont il démissionne le 31 juillet 2005,.
Il crée ensuite le Singapore Immunology Network (SIgN) qu'il préside de 2006 à 2013.
Philippe Kourilsky est également membre de l'Academia Europaea depuis 1992, et membre du Comité de Prospective de l'Institut Veolia, où il contribue à créer la revue FACTS Reports.
En 2010, il fonde l'association Resolis, véritable laboratoire d'innovations sociales, qui applique aux initiatives et actions de terrain à visée sociale et/ou environnementale une méthode d'observation et d'évaluation s'inspirant de la démarche scientifique. Il est aujourd'hui Président d'Honneur de Resolis.

## Recherches
Il a exercé de nombreuses responsabilités touchant à l'administration de la recherche et aux applications de la génétique et de l'immunologie dans le secteur public et privé. Il est notamment l'auteur d'un rapport sur le principe de précaution, remis au Premier ministre en 2006.
Kourilsky a inventé le néologisme « altruité » pour désigner la composante rationnelle de l'altruisme. Il définit le concept de « devoir d'altruité », caractérisé par l'auto-évaluation et la proportionnalité, comme « l'obligation pour chacun de s'attacher à préserver et à renforcer les libertés individuelles des autres », ce qui peut améliorer le fonctionnement de la démocratie.

## Distinctions
- 1980 : Membre de l'EMBO
- 1986 : Prix international d'immunopathologie
- 1990 : Prix Lacassagne du Collège de France
- 2000 : Prix international de la recherche en sciences médicales
- 2001: Docteur honoris causa de l'université La Sapienza de Rome
- 2005 : Docteur honoris causa de l'université de Québec
- 2009 : Commandeur de la Légion d'honneur
- 2012 : Docteur honoris causa de l'université de Londres
- 2015 : Grand officier de l'Ordre national du Mérite[11]

## Publications
- Les Artisans de l'hérédité, Odile Jacob, 1987
- La Science en partage, Odile Jacob, 1998
- Le Principe de précaution, avec Geneviève Viney, Odile Jacob, 2000
- Du bon usage du principe de précaution, Odile Jacob, 2002
- « Vaccination : quand l’éthique devient immorale », Pour la Science, Paris, 2004, no 322, p. 8-11[12]
- Le Temps de l'altruisme, Odile Jacob, 2009
- Le Manifeste de l'altruisme, Odile Jacob, 2011
- Le Jeu du hasard et de la complexité. La nouvelle science de l'immunologie, Odile Jacob, 2014
- De la science et de la démocratie, Odile Jacob, 2019
- Mes années Pasteur. L'âge d'or de la biologie moderne, Odile Jacob, 2023
- La démocratie au défi du partage, Débords, Chemins de tr@verse, 2025